# El diablo enamorado

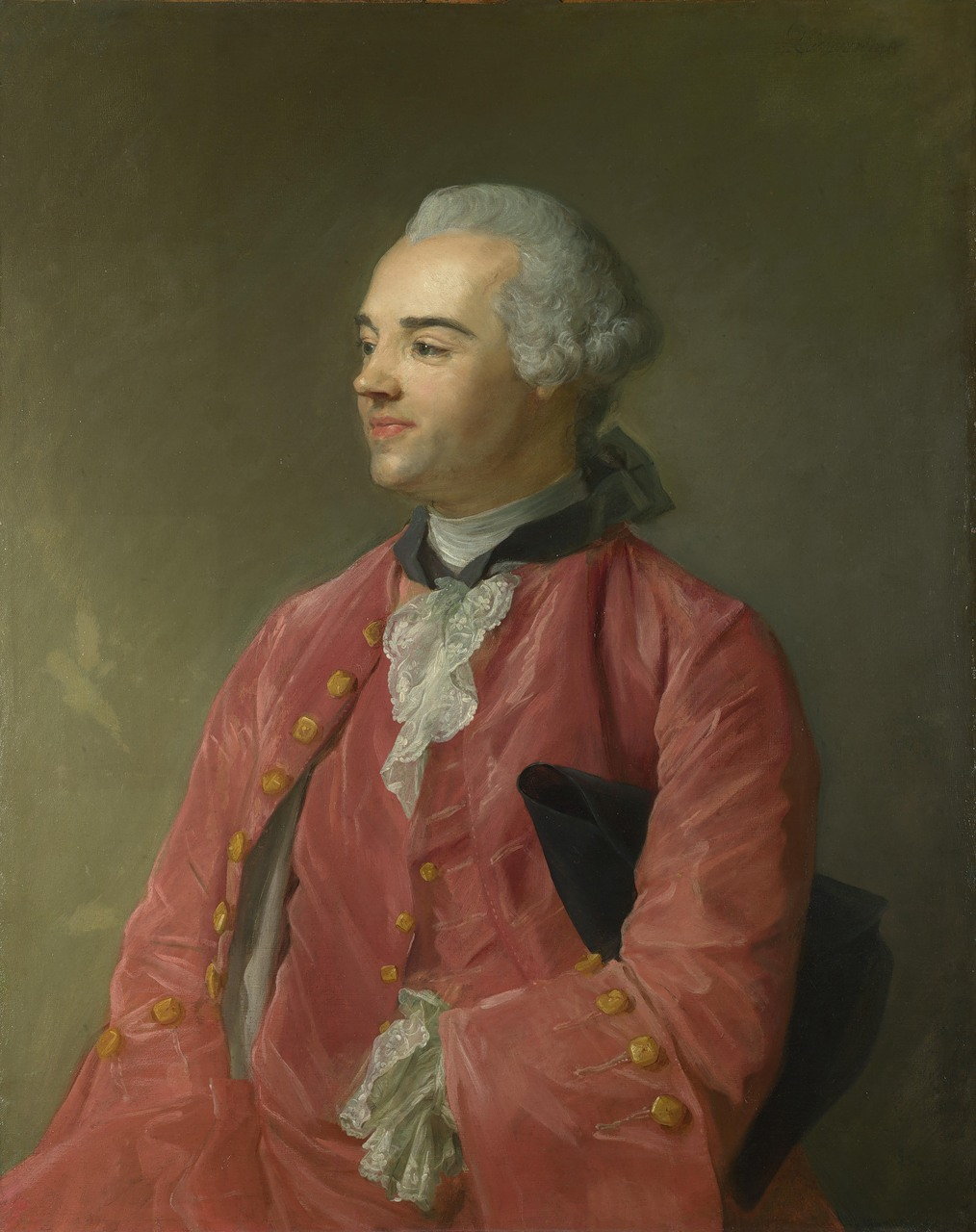
Jacques Cazotte, autor de El diablo enamorado.

El diablo enamorado ( en francés: Le Diable amoureux ), subtitulada novela española (nouvelle espagnole), es una novela ocultista de 1772 escrita por Jacques Cazotte que cuenta la historia de un demonio o diablo que se enamora de un joven noble español  llamado Don Álvaro, aficionado al arte del amor, e intenta, disfrazado de mujer joven, ganarse su afecto.
El crítico francés P. G. Castex describió a El diablo enamorado como "el iniciador mismo de la historia de fantasía moderna".  El crítico canadiense Carlo Testa describió El diablo enamorado (en su reseña de la traducción de Stephen Sartarelli de 1993) como un " término a quo" en la historia del subgénero demoníaco". Puede decirse que El diablo enamorado inició un estilo literario conocido como fantástico, donde acontecimientos sobrenaturales se entrometen en la acción y será el lector el deba decidir si los acontecimientos realmente ocurrieron o fueron simplemente un producto de la imaginación del personaje.

## Trama

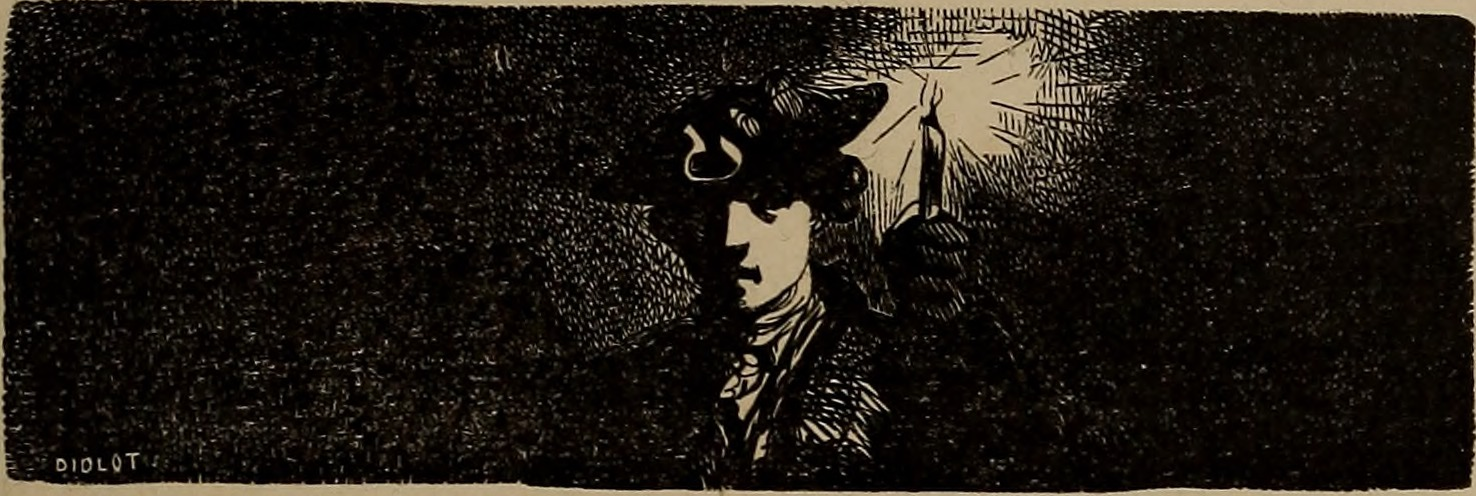
Imagen de un hombre joven pero sabio de "Le diable amoureux, roman fantastique" (1845)

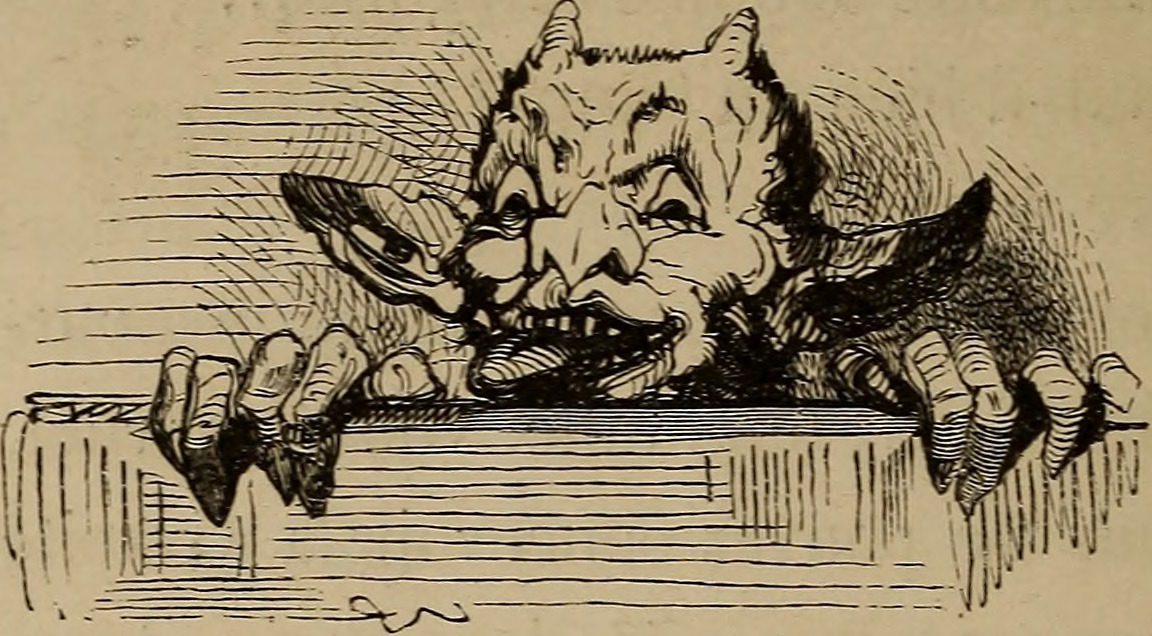
Imagen del diablo en "Le diable amoureux, roman fantastique" (1845)

Don Álvaro, un hombre joven pero sabio, invoca a Satanás. Al verlo, Satanás se enamora de él y toma la apariencia de una joven, Biondetta. Sigue a Álvaro como su paje. En el viaje que se desarrolla, Satanás, disfrazado de mujer, intenta seducir a Álvaro quien rechaza sus avances para no perder su virginidad. No está dispuesto a comprometer su honor acostándose con una mujer antes de casarse y primero necesitará la aprobación de su madre para la unión. 
A lo largo de su viaje, Biondetta (nombre del diablo en forma de mujer) y Álvaro se irán acercando cada vez más. Cuando la amiga del protagonista, Olympia, descubre que el sirviente "masculino" de Álvaro es en realidad una mujer, se enfrenta a Álvaro, quien niega las acusaciones y se pone del lado de su sirviente. A partir de entonces, Biondetta abandona su vida de sirvienta y comienza a acercarse cada vez más a Álvaro, sobreviviendo a un intento de asesinato por parte de Olympia. El demonio intenta tener relaciones sexuales con Álvaro, antes del matrimonio o de la bendición de la madre del joven, pero es rechazado por Álvaro. Luego Biondetta se despide y nunca más se la vuelve a ver. Álvaro regresa al seno de su familia, donde su madre lo consuela diciéndole que todo fue una pesadilla. Su madre le recuerda que si la hubiera escuchado nunca habría sido víctima del diablo.

## Recepción
La novela influiría en Jacques Lacan, quien la conoció en el marco de un simposio sobre Jacques Cazotte. Lacan adaptaría una escena del cuento, en la que el diablo aparece por primera vez y le pregunta a Álvaro "¿Qué quieres?" ( Che vuoi?, en italiano ). Lacan incorporó esto al gráfico del deseo, argumentando que uno debe preguntarse repetidamente qué es lo que el "gran Otro" “realmente quiere”.

## Adaptaciones
- 1840: Le Diable amoureux, un ballet de Napoléon Henri Reber, François Benoist y el bailarín Joseph Mazilier. Fue representada más tarde en una versión revisada bajo el título Satanella, por Marius Petipa con su padre Jean Petipa para el Ballet Imperial con la música original de Konstantin Liadov. Esta obra se estrenó el 10 de febrero de 1848 en el Teatro Bolshoi Kamenny de San Petersburgo, Rusia . [7]
- 1858: "Satanella, o el poder del amor", ópera romántica en cuatro actos de Michael William Balfe.[8]
- 1929: Le Diable amoureux, ópera cómica de Alexis Roland-Manuel. [9]
- 1975–1989: Devil in Love ( Vlyublyonny dyavol ), ópera en dos actos de Alexander Vustin, libreto de Vladimir Khachaturov. [10]
- 1993: El Club Dumas , novela de Arturo Pérez-Reverte inspirada en la novela. [11]
- 1999: The Ninth Gate, película dirigida por Roman Polanski y protagonizada por Johnny Depp, adaptación parcial de El Club Dumas, de Arturo Pérez-Reverte. [12]
- 2010: "The Devil in Love - A Soundtrack to the 1772 Occult Novel", una recopilación de doble CD con contribuciones de The Tiger Lillies, Jarboe, John Zorn, Art Zoyd y otros artistas; editado con traducción sueca de la novela y publicado por Malört Förlag. [13]